# Halicyclops clarkei
Halicyclops clarkei is een eenoogkreeftjessoort uit de familie van de Halicyclopidae. De wetenschappelijke naam van de soort is voor het eerst geldig gepubliceerd in 1982 door Herbst.